# Valenciasee
Der Valenciasee (spanisch Lago de Valencia; frühere Benennung Tacariguasee bzw. Lago de Tacarigua) ist ein See im Norden Venezuelas. Er liegt in einem Becken der Küstenkordillere, einem Ausläufer der Cordillera de Mérida. Mit einer Oberfläche von 390 Quadratkilometern ist er der größte Süßwassersee des Landes. Zahlreiche Flüsse münden in den See, darunter vor allem der Rio Aragua.

## Hydrologie
Die Tiefe des Valenciasees beträgt im Durchschnitt 28 und maximal 47 Meter. Der Wasserspiegel liegt aktuell (Stand 2023) bei 414 Metern über dem Meer. In den Jahren nach 1727 fiel der Wasserspiegel unter das Niveau des natürlichen Ablaufs, der auf einer Höhe von 427 Metern liegt. Dabei nahm die Wasserfläche zwischen 1750 und 1975 um vier Zehntel ab, da der See nur geringe Zuflüsse erhielt, gleichzeitig aber viel Wasser verdunstete oder zur Beregnung umliegender landwirtschaftlich genutzter Areale entnommen wurde. Verschärft wurde die Situation ab den 1940er Jahren durch den Bau der zwei Stauseen Zuata und Taiguaiguay, die mehr als ein Viertel des Einzugsgebietes des Sees regulierten. Im Jahr 1978 beschloss das Instituto Nacional de Obras Sanitarias (INOS) daher, etwa 3 Kubikmeter Wasser pro Sekunde aus dem Cabriales umzuleiten, um den Seepegel zu stabilisieren. 1980 wurde mit 401 Metern der Tiefpunkt erreicht, seither steigt der Wasserspiegel des Sees an, zusätzlich verstärkt durch die Einleitung von Abwässern in den heute abflusslosen See und seine Zuflüsse. Im Frühherbst 2017 begannen im Stadtteil Paraparal von Santa Rita erste Evakuierungen, um Schäden durch das Ansteigen des Seewassers zu vermeiden. Auch die Verbindungsstraße der Insel La Culebra mit dem Festland droht durch den steigenden Seepegel zu überfluten und unbenutzbar zu werden. Um die Situation zu entschärfen, wurde der Cabriales, der 1979 in Richtung See umgeleitet wurde, erneut umgeleitet, wodurch eine Stabilisierung des Wasserspiegels eingetreten ist. Außerdem werden Projekte durchgeführt, die die Sanierung des Seewassers zur Folge haben, so werden beispielsweise Kläranlagen wie die von Los Guayos erweitert.

## Geographie
Die Ufer des Valenciasees sind fruchtbar; auf ihnen werden u. a. Baumwolle, Zuckerrohr, Tabak, Mais, Kaffee und Obst angebaut. Westlich des Sees liegen die Stadt Valencia und der Bundesstaat Carabobo, östlich Maracay und der Bundesstaat Aragua. Nördlich des Sees erstreckt sich eine Küstenbergkette, südlich des Sees Flachland, die Llanos.
Der See hat bei aktuellem Wasserpegel 22 Inseln. Die zehn größten sind:
| Insel         | Größe    | höchste Erhebung | Koordinaten           |
| ------------- | -------- | ---------------- | --------------------- |
| El Burro      | 1,51 km² | 470 m            | 10°9′36″N 67°43′47″O  |
| La Culebra    | 1,47 km² |                  | 10°8′19″N 67°52′36″O  |
| Otama         | 0,40 km² | 427 m            | 10°10′9″N 67°41′34″O  |
| Caigüire      | 0,35 km² | 451 m            | 10°8′45″N 67°37′52″O  |
| Chambergo     | 0,35 km² |                  | 10°13′36″N 67°47′13″O |
| Santa Clara   | 0,18 km² |                  | 10°14′41″N 67°45′11″O |
| El Horno      | 0,07 km² |                  | 10°10′53″N 67°42′11″O |
| Del Zorro     | 0,05 km² |                  | 10°9′15″N 67°39′16″O  |
| Pan de Azúcar | 0,03 km² |                  | 10°14′21″N 67°41′26″O |
| El Burrito    | 0,02 km² |                  | 10°8′38″N 67°44′38″O  |

## Geschichte
Der Valenciasee war vor der Conquista ein wichtiges Zentrum der indigenen Kultur der Tacarigua. Der Name stammt von deren Benennung des Trommelbaumes (Cavanillesia), der im Umland des Sees häufig wächst.
Alexander von Humboldt (1769–1859) verbrachte um 1799 einige Zeit in der Umgebung des Sees und nahm zahlreiche Untersuchungen vor. Er vermaß den See und identifizierte dort neuentdeckte Pflanzen wie die Lagunenpapaya, Liliengewächse wie die Trichternarzisse Pancratium undulatum und die Amaryllis nervosa sowie Wasserpflanzen wie das Laichkraut Potamogeton tenuifolium, die Armleuchteralge Chara compressa und aus der Gattung der Rohrkolben die Typha tenuifolia. Zudem schickte der deutsche Wissenschaftler Samen der dort angebauten Tomate an den Berliner Botanischen Garten.
Ebenso besuchte der französische Naturforscher Eugène Simon (1848–1924) auf seiner Exkursion in Venezuela, 1887 bis 1888, u. a. den Valenciasee.

## Tourismus
Die touristische Nutzung des Valenciasees hat unter den schlechten Wasserbedingungen massiv gelitten. Seit den 2010er Jahren wurden mit der langsamen Verbesserung der Wasserqualität und dem nunmehr weitgehend stabilen Seepegel einige touristische Projekte begonnen. So ist die ehemalige Haftanstalt auf der Insel El Burro (deutsch Der Esel, weil die Umrisse der Insel einem liegenden Esel entsprechen sollen), in der unter Juan Vicente Gómez zeitweise bis zu 500 politische Gefangene interniert waren, ein historisches Denkmal geworden.